# Campionati francesi di sci alpino 1980
I Campionati francesi di sci alpino 1980 si disputarono a Les Orres; furono assegnati i titoli di discesa libera, slalom gigante, slalom speciale e combinata, sia maschili sia femminili.

## Risultati
| Specialità      | Uomini          | Donne                |
| --------------- | --------------- | -------------------- |
| Discesa libera  | Philippe Pugnat | Marie-Luce Waldmeier |
| Slalom gigante  | Luc Morisset    | Perrine Pelen        |
| Slalom speciale | Michel Canac    | Perrine Pelen        |
| Combinata       | Michel Canac    | Catherine Quittet    |